# Bois Lie
Bois Lie è un singolo della cantante canadese Avril Lavigne, pubblicato il 26 agosto 2022 come terzo estratto dal suo settimo album in studio Love Sux. Il brano vede la partecipazione del rapper statunitense Machine Gun Kelly.

## Video musicale
Il videoclip, diretto da Nathan James, è stato pubblicato il 26 agosto 2022 sul canale YouTube della cantante.

## Tracce
Testi di Avril Lavigne, Derek Smith, John Feldmann e Colson Baker.
1. Bois Lie (Acoustic) – 2:50
2. Bois Lie – 2:43

## Classifiche
| Classifica (2022) | Posizione massima |
| ----------------- | ----------------- |
| Canada            | 85                |